# Bembidion definitum
Bembidion definitum är en skalbaggsart som beskrevs av Thomas Casey. Bembidion definitum ingår i släktet Bembidion och familjen jordlöpare. Inga underarter finns listade i Catalogue of Life.